# Therasia thaisa
Therasia thaisa är en snäckart som beskrevs av Hutton 1883. Therasia thaisa ingår i släktet Therasia och familjen Charopidae. Inga underarter finns listade i Catalogue of Life.